# Hvítserkur (berg)
Hvítserkur är ett berg i republiken Island. Det ligger i regionen Västfjordarna, 240 km norr om huvudstaden Reykjavík. Toppen på Hvítserkur är 565 meter över havet.
Trakten runt Hvítserkur är nära nog obefolkad, med mindre än två invånare per kvadratkilometer. Det finns inga samhällen i närheten. Trakten runt Hvítserkur består i huvudsak av gräsmarker.